# Леон Масол
Проф. Леон Масол (на френски: Léon Massol) е френски инженер и бактериолог. Професор по бактериология в Женевския университет.

## Биография
Завършва Политехническо училище (École Polytechnique) и започва работа като инженер в Северната железопътна компания (Nord Railway Company). Вече на средна възраст в него се заражда интерес към патологоанатомията. Работи в лабораторията на Андре Виктор Корнил и института „Пастьор“.
Официално става бактериолог в Женева и като такъв прави проучвания на водоснабдяването. През 1894 г. основава лаборатория за производство на противодифтеритен серум. Работи по проблемите на туберкулозата и се опитва да наложи използването на „Туберкулин“ за тестване за латентни заболявания сред фермерите.
През 1900 г. за него е създадено допълнително професорско място във Факултета по естествени науки в Женевския университет.
В неговата лаборатория по бактериология и серотерапия (на френски: Laboratoire de bactériologie et de sérothérapie de Genève) младият български студент Стамен Григоров прави първите си изследвания на българското кисело мляко, довели до откриването на Лактобацилус булгарикус.